# Irene Comnena Lascarina Branaina
Irene Comnena Lascarina Branaina (in greco Ειρήνη Κομνηνή Λασκαρίνα Βρανᾶίνα?; ... – 1271 circa) era una nobildonna bizantina, moglie del sebastocratore Costantino Paleologo, fratellastro dell'imperatore bizantino Michele VIII Paleologo. Sembra che abbia seguito il suo esempio dopo il ritiro del marito in un convento, assumendo il nome monastico di Maria. Probabilmente morì come suora.

## Matrimonio e discendenza
Irene era la nipote del generale bizantino Teodoro Brana e di Agnese di Francia, anche se la genealogia dei Brana è poco documentata.
Irene si sposò verso il 1259/1260 con Costantino Paleologo, da cui sembra abbia avuto cinque figli:
- Michele Comneno Brana Paleologo[4]
- Andronico Brana Ducas Angelo Paleologo[5]
- Maria Comnena Branaina Lascarina Ducaina Tornichina Palaiologina[6]. Sposò Isacco Comneno Ducas Tornicios[7].
- Teodora. Sposò Giovanni Comneno Ducas Angelo Sinadeno ed ebbe tre figli. In seguito si fece suora con il nome di Teodoule.
- Una figlia (di nome sconosciuto). Sposò Smilec di Bulgaria[8].